# Marija Wełczewa
Marija Wełczewa, bułg. Мария Николаева Велчева (ur. 14 października 1976 w Mezdrze) – bułgarska szachistka, arcymistrzyni od 1999 roku.

## Kariera szachowa
W latach 1990–1996 była wielokrotną reprezentantką Bułgarii na mistrzostwach świata i Europo juniorek w różnych kategoriach wiekowych. Największy sukces w tych rozgrywkach odniosła w 1995 w Zánce, gdzie zdobyła tytuł mistrzyni Europy juniorów do 20 lat. Pięciokrotnie wygrywała finały indywidualnych mistrzostw Bułgarii, w latach 1996, 1997, 1999, 2000 oraz 2001. W 2008 zakwalifikowała się do rozegranego w Nalczyku pucharowego turnieju o mistrzostwo świata, w I rundzie przegrywając z Anną Muzyczuk. Odniosła kilka sukcesów w międzynarodowych turniejach, m.in. I m. w Puli (1998), I m. w Bukareszcie (1999), I m. w Biel (2000, w klasyfikacji kobiet), dz. III m. w Chambéry (2001, za Csabą Horváthem i Józsefem Horváthem, wspólnie z Aleksiejem Czernuszewiczem) oraz dz. III m. w Sofii (2007, za Aną Benderac i Gabrielą Olărașu, wspólnie z Margaritą Wojską).
Od połowy lat 90. należy ścisłej czołówki bułgarskich szachistek, pomiędzy 1996 a 2010 ośmiokrotnie brała udział w szachowych olimpiadach, w 2004 zdobywając srebrny medal za indywidualny wynik na IV szachownicy. Była również pięciokrotną (1999–2007) uczestniczką drużynowych mistrzostw Europy (w 2003 w drużynie Bułgarii–B).
Najwyższy ranking w dotychczasowej karierze osiągnęła 1 stycznia 2000, z wynikiem 2364 punktów zajmowała wówczas 62. miejsce na światowej liście FIDE oraz trzecie (za Antoanetą Stefanową i Margaritą Wojską) wśród bułgarskich szachistek.